# Rhabdomastix (Rhabdomastix) afra
Rhabdomastix (Rhabdomastix) afra is een tweevleugelige uit de familie steltmuggen (Limoniidae). De soort komt voor in het Afrotropisch gebied.